# Kazuo Fukushima
Kazuo Fukushima (福島 和夫?, Fukushima Kazuo; Tokyo, 11 aprile 1930 – 19 agosto 2023) è stato un compositore giapponese legato alla musica tradizionale del Giappone, del teatro no e del gagaku, genere di musica orchestrale di corte.

## Biografia
Si formò da autodidatta, avvicinandosi alla musica occidentale d'avanguardia ma mantenendo uno stretto rapporto con la musica tradizionale giapponese.
Nel 1953 entrò nel gruppo sperimentale Jikken Kobo, fondato da Tōru Takemitsu e da Jōji Yuasa.

## Composizioni
Tra i suoi lavori spiccano:
- Poésie ininterrompue per violino solo (1953);
- Requiem per flauto solo (1956);
- Ekāgra per flauto alto e pianoforte (1957);
- Three Pieces from Chu-u per flauto e pianoforte (1959);
- Hi-Kyo per flauto, pianoforte, archi e percussioni (1961);
- Shizu uta per soprano, coro femminile, 2 flauti e arpa (1961);
- Kadha karuna per flauto e pianoforte (1962);
- Mei per flauto solo (1962);
- A Ring of the Wind per pianoforte (1968);
- Shun-san per flauto solo (1969);
- Rai per flauto e pianoforte (1971);
- Suien per pianoforte (1972);
- Kashin per flauto di bamboo, biwa, contrabbasso e percussione (1973).